# Dobrzeń Mały
Dobrzeń Mały (dodatkowa nazwa w j. niem. Klein Döbern) – wieś w Polsce położona w województwie opolskim, w powiecie opolskim, w gminie Dobrzeń Wielki.
| SIMC    | Nazwa | Rodzaj     |
| ------- | ----- | ---------- |
| 0493422 | Otok  | przysiółek |

1 stycznia 2017 część miejscowości została włączona do Opola.